# Parasphyraenops incisus
O badejo de cauda furcada (Parasphyraenops incisus) é uma espécie de peixe pequeno da família serranidae do gênero Parasphyraenops.

## Biologia
Vive em pequenos cardumes sobre corais, substratos rochosos e arenosos. Se alimentam de plâncton em meia-água.

## Distribuição
São encontrados no mar do Caribe (Jamaica, Porto Rico, Ilhas Turcas e Caicos, Curaçau). Em 2016 houve avistamentos no estado da Bahia, no Brasil.